# Apsílios
Apsílios (em latim: Apsilii) ou Apsilas (em latim: Apsilae) foram uma das tribos antigas que habitavam o territória da moderna Abecásia, na área em torno do estuário Coraxes (atualmente conhecido como Kodori), ao sul dos abecazes. Foram formados por muitas tribos, principalmente os Traqueias, Tsibilos e Tsácaros, e provavelmente descendem de parte da tribo costeira dos zígios. Eles foram citados pela primeira vez na obra de Plínio, o Velho, no século I, e depois por Arriano, no século II. A importante cidade de Dioscúrias (atual Sucumi) dentro da área do rei dos apsílios Juliano, que recebeu a insígnia do imperador romano Adriano (r. 117–138). Eles deixam de ser citados a partir da segunda metade do século VIII.